# Xian de Sinan
Pour les articles homonymes, voir Sinan (homonymie).
Le xian de Sinan (思南县 ; pinyin : Sīnán Xiàn) est un district administratif de la province du Guizhou en Chine. Il est placé sous la juridiction de la préfecture de Tongren.

## Démographie
La population du district était de 590 904 habitants en 1999.